# Lejakärret
Lejakärret är ett naturreservat i Lindesbergs kommun i Örebro län i Västmanland.
Området är naturskyddat sedan 1973. Det har en areal 6,2 hektar, varav 2,0 hektar kärr, 5,0 hektar skogsmark och 1,2 hektar av ett tidigare sligfält. Det ligger i omedelbar anslutning till det större Lejaskogen, som blev naturreservat 2021.
Naturreservatet består av kärrmarker och delar av omkringliggande fast nark. Det har en  artrik flora med bland annat ett antal orkidéarter som jungfru marie nycklar, tvåblad, brudsporre och kärrknipprot samt majviva, vitpyrola, smalfräken, kärrspira, gräsull, tuvsäv och hårstarr.
Bergslagsleden passerar i närheten av naturreservatet. Strax söder om reservatet bröts från 1550-talet kopparkis i Lejagruvan. Det efterlämnade ett drygt hektar stort ökenartat sligfält med grönskimrande kalk- och kopparhaltig sand. 